# (1301) Yvonne
(1301) Yvonne – planetoida z grupy pasa głównego asteroid okrążająca Słońce w ciągu 4 lat i 218 dni w średniej odległości 2,76 au. Została odkryta 7 marca 1934 roku w Algiers Observatory w Algierze przez Louisa Boyera. Nazwa planetoidy pochodzi od imienia siostry odkrywcy. Przed jej nadaniem planetoida nosiła oznaczenie tymczasowe (1301) 1934 EA.